# Autobusna linija br. 162 u Zagrebu
Linija 162 (Savski most – Ašpergeri) prigradska je autobusna linija u Zagrebu.
Prometuje svaki dan na trasi: Savski most – Jadranski most – Remetinečka cesta – Karlovačka cesta – Brezovička cesta – Hudobička ulica – Grančarska ulica – Kraljevečka cesta – Tumbri – Kraljevečka cesta I. odvojak – Kraljevečka cesta – Ašpergeri (Ašpergeri → Pavlići → Potočka cesta)
Povezuje naselja Kupinečki Kraljevec (najviše zapadni dio) i Brezovicu sa Savskim mostom gdje se ostvaruje presjedanje na tramvaj.
Vikendom i praznicima neki polasci ne prometuju kroz Gajane, nego se okreću u Ašpergerima.

## Vanjske poveznice
- Vozni red linije 162

1. ↑  Datoteke u GTFS formatu. zet.hr. Pristupljeno 5. lipnja 2025. - Sadrži informacije tijela javne vlasti u skladu s Otvorenom dozvolom